# 사모아 내셔널 리그
사모아 내셔널 리그(Samoa National League)는 사모아의 축구 리그 시스템의 최상위에 위치한 프로 리그이다. 사모아에서 두 번째로 큰 섬인 우폴루(Upolu) 섬에서 개최되어 우폴루 프리미어 리그라고도 한다. 수용 인원 3,500명의 톨리아포아 J. S. 블라터 사커 스타디움이 리그 경기가 열리는 유일한 경기장이다.
최근 시즌인 2023 시즌에는 총 12개 팀이 참가 중이다. 하위 리그로는 우폴루 퍼스트 디비전이 있다. 한편, 사모아에서 가장 큰 섬인 사바이(Savai'i) 섬에서 펼쳐지는 리그인 사바이 퍼스트 디비전도 있지만, 해당 리그와는 연관성이 없다.

## 참가 구단

### 현재 참가 구단 (2024 시즌)
- 파아토이아 유나이티드
- 말리파 키위
- 레페아 FC
- 라이언 오브 주다 FC
- 마기아기 루프 올레 소아가
- 모아울라
- 소기 SC
- USP FC (University of the South Pacific Football Club)
- 바이푸나 SC
- 바이우수 SC
- 바이바세 FC
- 바이텔레 우타

출처: RSSSF

### 과거 참가 구단
- 아디다스 SC - 2018 시즌에 우폴루 퍼스트 디비전으로 강등
- 알라푸아
- 크루스 아술
- SCOPA
- 시나모가
- 티타비
- 아피아 유스
- 골드스타 소기
- 리우바아 -2014-15 시즌에 탈퇴
- 센트럴 유나이티드 - 2016 시즌에 우폴루 퍼스트 디비전으로 강등
- 모아모아 루스터즈 - 2016 시즌에 우폴루 퍼스트 디비전으로 강등
- 바이톨로아 SC - 2017 시즌에 우폴루 퍼스트 디비전으로 강등
- 바이모소 SC - 2018 시즌에 우폴루 퍼스트 디비전으로 강등
- 모아타아 FC - 2021 시즌에 우폴루 퍼스트 디비전으로 강등
- 토가푸아푸아 FC - 2021 시즌에 우폴루 퍼스트 디비전으로 강등

## 역대 우승팀
- 1979 : 바이바세-타이
- 1980 : 바이바세-타이
- 1981 : 바이바세-타이 & SCOPA (공동 우승)
- 1982 : 알라푸아
- 1983 : 바이바세-타이
- 1984 : 키위
- 1985 : 키위
- 1986-1996 : 알려지지 읺음
- 1997 : 키위
- 1998 : 바이바세-타이
- 1999 : 모아타아
- 2000 : 티타비
- 2001 : 골드스타 소기
- 2002 : 스트릭랜드 브라더스 레페아
- 2003 : 스트릭랜드 브라더스 레페아
- 2004 : 스트릭랜드 브라더스 레페아
- 2005 : 투아나이모토 브리즈
- 2006 : 바이바세-타이
- 2007 : 크루스 아술
- 2008 : 시나모가
- 2009-10 : 모아울라 유나이티드 FC
- 2010-11 : 키위
- 2011-12 : 키위
- 2012-13 : 루프 올레 소아가
- 2013-14 : 바일리마 키위
- 2014-15 : 루프 올레 소아가
- 2016 : 루프 올레 소아가
- 2017 : 루프 올레 소아가
- 2018 : 말리파 키위
- 2019 : 루프 올레 소아가
- 2020 : 루프 올레 소아가
- 2021 : 루프 올레 소아가
- 2022 : 바이바세-타이

시나모가는 1983년 창단 된 이후에 총 2번 우승했는데 나머지 한 번은 1986년 - 1996년 사이에 우승했다고 주장한다.
2019 시즌은 홍역으로 인한 리그 중단으로, 당시 1위 팀이던 루프 올레 소아가가 우승팀이 되었다.

## 최다 득점자
| 시즌    | 선수명              | 소속 팀                    | 득점 |
| 2001    | 데스몬드 파아이와소 | 스트릭랜드 브라더스 레페아 | 17   |
| 2002    | 데스몬드 파아이와소 | 스트릭랜드 브라더스 레페아 | 21   |
| 2012–13 | 루디 고쉬           | 모아울라 유나이티드 SC     | ??   |